# Abigail Cowen
Abigail Frances Cowen, född 18 mars 1998 i Gainesville i Florida, är en amerikansk skådespelerska och fotomodell. Hon är bland annat känd för rollen som Dorcas Night i Netflixserien Chilling Adventures of Sabrina, och Bloom i den andra Netflixserien Fate: The Winx Saga. Den sistnämnda serien är en så kallad "live-action-variant" av den italienskanimerade serien Winx Club, som sändes mellan åren 2004 och 2019.
Abigail Cowen har tidigare studerat public relations (PR), vid University of Florida. Hon flyttade sedan därefter tillsammans med sin familj till Los Angeles under år 2016, detta för underlätta för henne och hennes skådespelarkarriär.

## Filmografi (i urval)

### Filmer
- 2020 – I Still Believe
- 2022 – Kärlek som befriar[7][8]
- 2025 – The Ritual

### TV-serier
- 2014 – Red Band Society (TV-serie)
- 2017 – Stranger Things (TV-serie)[9]
- 2018 – The Fosters (TV-serie)
- 2018–2020 – Chilling Adventures of Sabrina (TV-serie)
- 2021–2022 – Fate: The Winx Saga (TV-serie)[10]